# 反应离子刻蚀

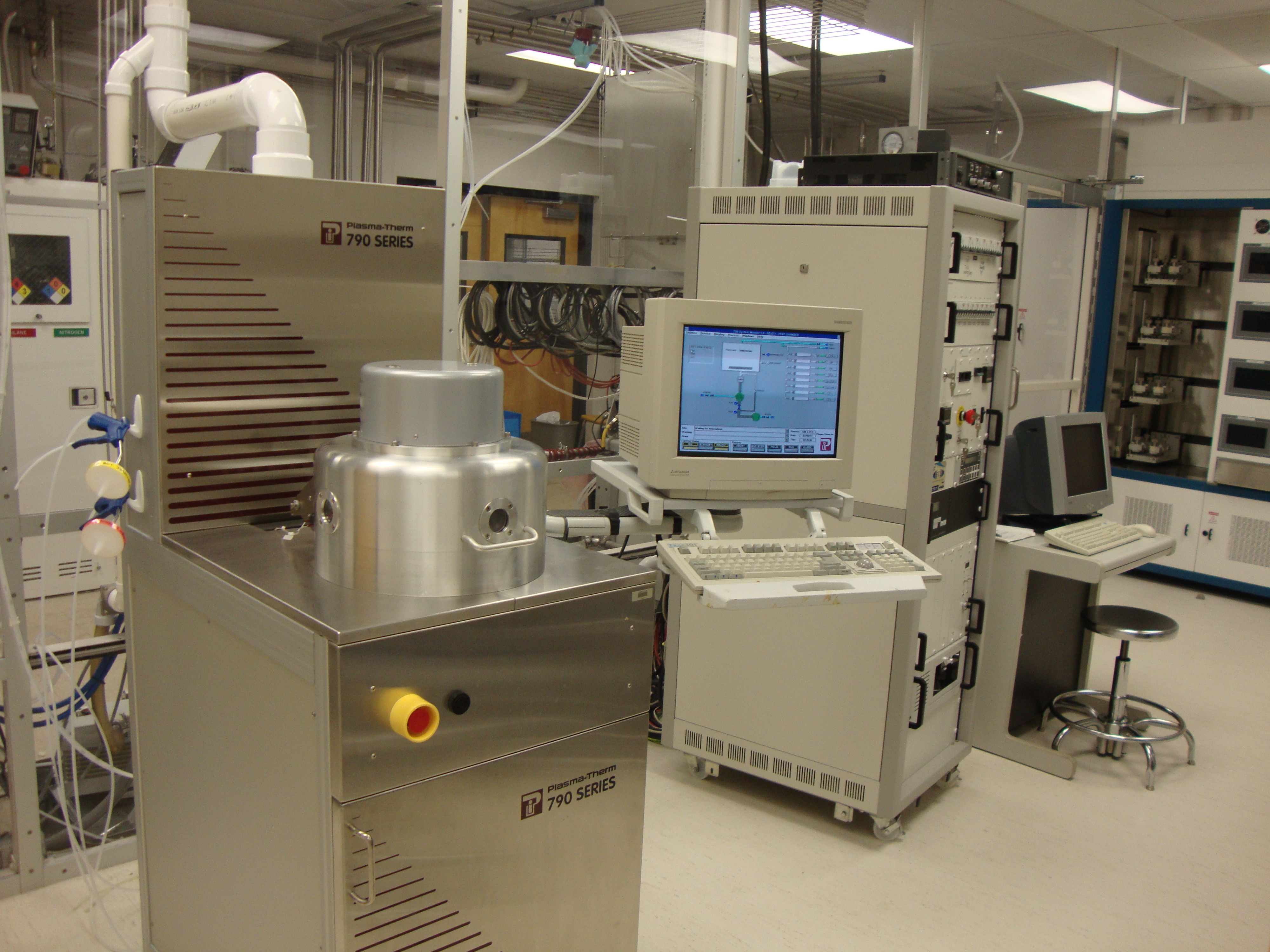
無塵室中一組商用反應離子蝕刻設備

反应离子蝕刻（英文：Reactive-Ion Etching，或简写为RIE）是一种半导体生产加工工艺，它利用由等离子体强化后的反应离子气体轰击目标材料，来达到刻蚀的目的。气体在低压（真空)环境下由电磁场产生，等离子体中的高能离子轰击晶片表面并与之反应。

## 设备
RIE系统的典型的设备（平行板式）一般包括一个圆柱形真空室，真空室底部放置用来放晶片盘子。盘子与室体的其他部分绝缘。气体由小口注入真空室上部，由底部排出进入真空泵。气体的种类和多少取决于蚀刻的程序。比如，六氟化硫经常用来蚀刻硅。通过调节气体流速以及排气孔，气压一般被保持在几托（Torr）至几百托，
其他RIE系统包括感应耦合等离子体RIE（inductively coupled plasma 或者简称ICP RIE）。在这种系统中，气体由射频（RF）供能的磁场所产生。等离子体的浓度可达非常高，但是蚀刻会变得更加各向同性。
一个平行板式和感应耦合等离子体式所组合而成的RIE也是可以实现的。这一系统中，ICP用来产生高浓度等离子体来加快蚀刻速率，另一单独加在晶片（硅片）上的射频（RF）偏压用来产生定向电场，以达到各向异性的效果。